# Baseball Federation of Asia
La Baseball Federation of Asia (BFA) è l'organo che governa il baseball in Asia, ed una delle cinque zone della International Baseball Federation. La sede della BFA è situata a Taipei, Taiwan.
È una associazione internazionale, fondata nel 1954, che riunisce 23 federazioni nazionali di baseball in Asia, e, come organo di governo, è responsabile del controllo e dello sviluppo del baseball in Asia. Inoltre, promuove, supervisiona e dirige le competizioni asiatiche a livello di club e di squadre nazionali, e gli arbitri asiatici internazionali.

## Nazioni aderenti
- Afghanistan - Afghanistan Baseball Federation
- Birmania - Myanmar Baseball Federation
- Brunei - Brunei Amateur Softball & Baseball Association
- Cina - Chinese Baseball Association
- Corea del Nord - Baseball and Softball Association of DPR Korea
- Corea del Sud - Korean Baseball Association
- Filippine - Philippine Amateur Baseball Association
- Giappone - Baseball Federation of Japan
- Hong Kong - Hong Kong China Baseball Association
- India - Amateur Baseball Federation of India
- Indonesia - Indonesia Amateur Baseball & Softball Federation
- Iran - Islamic Republic of Iran Baseball and Softball Association
- Iraq - Iraqi Baseball and Softball Federation
- Kazakistan - Baseball and Softball Federation of the Republic of Kazakhstan
- Malaysia - Federation of Baseball Malaysia
- Mongolia - Mongolian Baseball National Federation
- Nepal - Nepal Baseball And Softball Association
- Pakistan - Pakistan Federation Baseball
- Singapore - Singapore Baseball & Softball Association
- Sri Lanka - Sri Lanka Amateur Baseball & Softball Association
- Taiwan - Chinese Taipei Baseball Association
- Thailandia - Amateur Baseball Association of Thailand
- Uzbekistan - Uzbekistan Baseball Federation

## Competizioni organizzate
- Campionato asiatico di baseball